# Fitzroy River, Queensland
Fitzroy River är ett vattendrag i Australien. Det ligger i delstaten Queensland, omkring 490 kilometer nordväst om delstatshuvudstaden Brisbane.
Genomsnittlig årsnederbörd är 1 122 millimeter. Den regnigaste månaden är januari, med i genomsnitt 286 mm nederbörd, och den torraste är augusti, med 24 mm nederbörd.